# 黎平府

貴州省の黎平府の位置（1820年）

黎平府（れいへいふ）は、中国にかつて存在した府。明代から民国初年にかけて、現在の貴州省黔東南ミャオ族トン族自治州南部に設置された。

## 概要
1413年（永楽11年）、明により黎平府が置かれた。黎平府は貴州省に属し、永従県と潭渓蛮夷長官司・八舟蛮夷長官司・洪州泊里蛮夷長官司・曹滴洞蛮夷長官司・古州蛮夷長官司・西山陽洞蛮夷長官司・新化蛮夷長官司・湖耳蛮夷長官司・亮寨蛮夷長官司・欧陽蛮夷長官司・中林験洞蛮夷長官司・赤渓湳洞蛮夷長官司・竜里蛮夷長官司の13長官司を管轄した。
清のとき、黎平府は貴州省に属し、開泰・永従・古州庁・下江庁の2庁2県を管轄した。
1913年、中華民国により黎平府は廃止された。